# Bubbles Hawkins
Robert L. "Bubbles" Hawkins (Detroit, Míchigan, 30 de junio de 1954-ibidem, 28 de noviembre de 1993) fue un jugador de baloncesto estadounidense que disputó cuatro temporadas en la NBA. Con 1,93 metros de estatura, jugaba en la posición de base.

## Trayectoria deportiva

### Universidad
Jugó dos temporadas con los Redbirds de la Universidad Estatal de Illinois, en las que promedió 15,2 puntos y 3,5 rebotes por partido. Su másima anotación en un partido fue ante Northern Illinois en 1974, consiguiendo 58 puntos.

### Profesional
Fue elegido en la quincuagésimo primera posición del Draft de la NBA de 1975 por Golden State Warriors, donde en su única temporada en el equipo fue el jugador menos utilizado por su entrenador Al Attles, disputando 32 partidos en los que promedió 3,9 puntos.
Tras ser despedido, y con la temporada 1976-77 ya comenzada, fichó por los New York Nets, donde todo cambió, actuando como sexto hombre fue el tercer mejor anotador del equipo tras John Williamson y Tiny Archibald, promediando 19,2 puntos y 3,0 rebotes por partido.
A pesar de ello, poco después de comenzada la temporada siguiente fue despedido, no volviendo a encontrar equipo hasta un año después, fichando por Detroit Pistons, con los que únicamente llegó a jugar cuatro partidos. En 1993 fue encontrado muerto, asesinado en un fumadero de droga en Detroit.

## Estadísticas de su carrera en la NBA

### Temporada regular
| Temporada | Edad | Equipo                | Liga | P   | TIT | MIN  | TC  | TCA  | %TC  | 3P | 3PA | %3P | TL  | TLA | %TL   | R.OF. | R.DEF. | REB | ASIS | ROB | TAP | PER | FP  | PTS  |
| 1975-76   | 21   | Golden State Warriors | NBA  | 32  |     | 4.8  | 1.7 | 3.3  | .510 |    |     |     | 0.6 | 1.0 | .645  | 0.5   | 0.4    | 0.9 | 0.5  | 0.3 | 0.3 |     | 1.0 | 3.9  |
| 1976-77   | 22   | New York Nets         | NBA  | 52  |     | 28.5 | 7.8 | 17.5 | .447 |    |     |     | 3.7 | 5.4 | .688  | 1.3   | 1.7    | 3.0 | 1.8  | 1.5 | 0.5 |     | 3.1 | 19.3 |
| 1977-78   | 23   | New Jersey Nets       | NBA  | 15  |     | 22.9 | 4.6 | 10.0 | .460 |    |     |     | 1.7 | 1.9 | .862  | 1.4   | 1.9    | 3.3 | 2.5  | 1.5 | 0.9 | 2.9 | 3.4 | 10.9 |
| 1978-79   | 24   | Detroit Pistons       | NBA  | 4   |     | 7.0  | 1.5 | 4.0  | .375 |    |     |     | 1.5 | 1.5 | 1.000 | 0.8   | 0.8    | 1.5 | 1.0  | 1.3 | 0.0 | 0.5 | 1.8 | 4.5  |
| Total     |      |                       | NBA  | 103 |     | 19.5 | 5.2 | 11.4 | .453 |    |     |     | 2.4 | 3.4 | .704  | 1.0   | 1.3    | 2.3 | 1.5  | 1.1 | 0.5 | 2.4 | 2.4 | 12.7 |

### Playoffs
| Temporada | Edad | Equipo                | Liga | P | TIT | MIN | TC  | TCA | %TC  | 3P | 3PA | %3P | TL  | TLA | %TL   | R.OF. | R.DEF. | REB | ASIS | ROB | TAP | PER | FP  | PTS |
| 1975-76   | 21   | Golden State Warriors | NBA  | 5 |     | 2.4 | 0.8 | 1.0 | .800 |    |     |     | 0.4 | 0.4 | 1.000 | 0.0   | 0.0    | 0.0 | 0.4  | 0.2 | 0.0 |     | 1.2 | 2.0 |
| Total     |      |                       | NBA  | 5 |     | 2.4 | 0.8 | 1.0 | .800 |    |     |     | 0.4 | 0.4 | 1.000 | 0.0   | 0.0    | 0.0 | 0.4  | 0.2 | 0.0 |     | 1.2 | 2.0 |

## Muerte
El 28 de noviembre de 1993, Hawkins fue encontrado muerto a tiros en lo que la policía dijo que era una presunto fumadero de crack en Detroit. La policía no realizó ningún arresto.